# Sirio Vernati
Sirio Vernati   (Zúric, 12 de maig de 1907 - 22 de febrer de 1993) fou un futbolista suís de la dècada de 1930.
Fou 37 cops internacional amb la selecció suïssa amb la qual participà en la Copa del Món de futbol de 1938.
Pel que fa a clubs, defensà els colors de FC Zürich, Grasshopper Club Zürich, FC Luzern, and Young Fellows Zürich.